# Maurice Wicht
Maurice Wicht (nascut el 19 de setembre de 1949 a Boncourt;† el 9 de juliol de 1974 a Porrentruy) va ser un activista suís per la qüestió del Jura i membre del moviment juvenil militant Béliers.
Fa només 50 anys, el jove autonomista del Jura Maurice Wicht va ser assassinat a trets mentre col·locava una bandera al terrat d'un edifici de Boncourt. Hi ha un homenatge al seu poble, al petit parc que porta el seu nom.

## Biografia
Després d'un aprenentatge a Courgenay, Wicht va treballar com a treballador forestal per a l'administració municipal de Boncourt i es va incorporar als Béliers. que va fer campanya per la separació de les regions francòfones del cantó de Berna. Pel dia 23 El juny de 1974 estava previst que tingués lloc el primer plebiscit del Jura, que pretenia obrir el camí per a la fundació del cantó del Jura. La nit anterior, Wicht i dos amics van pujar al terrat d'una casa de Boncourt per enganxar una bandera del Jura. Mentre baixaven, els va sorprendre un veí que els va enfrontar. Mentre intentaven fugir, va disparar a terra amb un revòlver des d'uns 30 metres de distància. Un rebot va rebotar a la vorera i va colpejar Wicht a l'esquena. El dia 9 El juliol va morir de les seves greus ferides a l'hospital de Porrentruy sense recuperar la consciència.

## Procediments judicials
L'home armat va afirmar que va confondre els tres activistes emmascarats amb lladres. En els cercles separatistes, però, circulava la sospita que l'autor era un militant lleial de Berna. El moviment antiseparatista Force démocratique va negar immediatament aquesta acusació en un comunicat públic. Més de 3.000 persones van visitar el lloc de descans final de Wicht i van participar en una processó fúnebre. Entre ells hi havia molts simpatitzants i membres destacats de l'organització separatista del Juràssic Rassemblement jurassien. El jutjat de districte de Porrentruy va condemnar l'autor el 3 de gener. El juliol de 1975, va ser condemnat a quatre anys de presó i condemnat a pagar una indemnització de 56.000 francs per posar en perill la vida d'altres persones.

## Commemoració
En 1978 , la plaça Maurice Wicht a Boncourt porta el nom de l'home que va ser assassinat. En un petit parc del costat, un monument de l'escultor Coghuf el commemora; representa una mà que busca la llibertat. El 1990, es va fundar una associació amb el nom de Maurice Wicht per honrar la seva memòria.